# Ministère de l'Agriculture (Inde)
Pour les articles homonymes, voir Ministère de l'Agriculture.
Le ministère de l'Agriculture et du Bien-être des agriculteurs (कृषि एवं किसान कल्याण मन्त्रालय ; Kr̥ṣi ēvaṁ Kisāna Kalyāṇa Mantrālaya), anciennement ministère de l'Agriculture, est une branche du gouvernement indien et l'organisme suprême chargé de la formulation et de l'administration des réglementations et lois liées à l'agriculture en Inde. Les trois grands domaines de compétence du ministère sont l'agriculture, l'agroalimentaire et la coopération. Le ministère de l'Agriculture est dirigé par le ministre de l'Agriculture et du Bien-être des agriculteurs, actuellement détenu par Narendra Singh Tomar. Kailash Choudhary et Shobha Karandlaje sont les ministres d'État. Sharad Pawar, en poste du 22 mai 2004 au 26 mai 2014, a occupé le poste de ministre de l'Agriculture pendant la plus longue période continue jusqu'à ce jour.

## Origines
Le Département du Revenu, de l'Agriculture et du Commerce est créé en juin 1871, pour s'occuper de toutes les questions agricoles en Inde. Jusqu'à la création de ce ministère, les questions liées à l'agriculture relevaient du portefeuille du ministère de l'Intérieur.
En 1881, le ministère du Revenu et de l'Agriculture a été créé pour gérer les portefeuilles combinés de l'éducation, de la santé, de l'agriculture et des revenus. Cependant, en 1947, le Département de l'Agriculture a été rebaptisé Ministère de l'Agriculture.
Le ministère de l'Agriculture a été rebaptisé Ministère de l'Agriculture et du Bien-être des agriculteurs le 15 août 2015, pour répondre aux besoins de la communauté agricole.

## Structure et départements
Le ministère de l'Agriculture et du Bien-être des agriculteurs comprend les deux départements suivants :
- département de l'Agriculture, de la Coopération et du Bien-être des Agriculteurs : Les responsabilités de ce Département lui sont attribuées en suivant les règles du gouvernement indien (répartition des activités) de 1961, modifiées de temps à autre. Dans ce contexte, la coopération vise en grande partie à promouvoir des mouvements coopératifs agricoles[4]. L' Agriculture MMP est un programme géré par ce département, qui vise à reproduire les projets de gouvernance électronique agricole menés dans différents États au niveau national et à travers une variété de médias ;
- département de la recherche et de l'éducation agricoles. Les responsabilités de ce département sont la recherche fondamentale et opérationnelle, le développement technologique et l'amélioration des liens entre diverses organisations et les gouvernements des États à travers le pays. De plus, ce département gère le Conseil indien de la recherche agricole[5].

Le chef administratif du ministère est constitué des secrétariats des deux départements.

## Programmes et initiatives

### Rashtriya Krishi Vikas Yojana
L'un des principaux programmes du ministère est le Rashtriya Krishi Vikas Yojana, lancé en 2007 sur les recommandations du Conseil national de développement de l'Inde. Ce programme vise à améliorer l'état général de l'agriculture en Inde en fournissant une planification plus solide, une meilleure coordination et un financement plus important pour améliorer la productivité et la production globale. Le budget total de ce programme s'élève à un peu plus de 38 000 crores INR en 2009-2010.

### Krishi Megh
Krishi Megh (National Agricultural Research and Education System-Cloud Infrastructure and Services) est un centre de récupération de données du Conseil indien de la recherche agricole (ICAR), la première organisation de recherche agricole du gouvernement indien. Cela aide à protéger les données d’ICAR. Il a été créé à l'Académie nationale de recherche et de gestion agricoles d'Hyderabad. Le portail vise à fournir aux parties prenantes des informations récentes et de haute qualité sur le secteur agricole et vise également à fournir des informations pertinentes aux étudiants des universités agricoles. Il a été lancé dans le cadre du projet financé conjointement par le gouvernement indien et la Banque mondiale, appelé Projet national d'enseignement supérieur agricole (NAHEP).

### Schémas
- Pradhan Mantri Krishi Sinchai Yojana
- Pradhan Mantri Kisan Samman Nidhi
- Programme de protection du revenu des agriculteurs (PM AASHA)

## Rapports et statistiques
Le ministère publie un rapport annuel, intitulé Aperçu des statistiques agricoles. IIldonne une image détaillée de l'état de l'agriculture indienne, données démographiques du secteur agraire, production agricole (répartitions par État et par culture), indicateurs économiques ruraux tels que le crédit, etc. Le dernier rapport a été publié en 2014.